# Dvorska vas (Radovljica, Slovenija)
Dvorska vas je naselje u slovenskoj Općini Radovljici. Dvorska vas se nalazi u pokrajini Gorenjskoj i statističkoj regiji Gorenjskoj. 

## Stanovništvo
Prema popisu stanovništva iz 2002. godine naselje je imalo 179 stanovnika.